# علاج الأنسولين التقليدي
علاج الأنسولين التقليدي (بالإنجليزية:Conventional insulin therapy) هو نظام علاجي للعلاج من مرض السكري، والذي يختلف عن علاج الأنسولين المكثف الحديث. 
هذه الطريقة القديمة (قبل تطور أجهزة مراقبة جلوكوز الدم المنزلية) لا زالت مستخدمة في نسبة من الحالات. 
و هذا العلاج التقليدي بالأنسولين يتضمن: 
- الحقن بمزيج من الأنسولين السريع والمتوسط، ويتم مرتين أو ثلاث مرات يوميا.  أو لتحسين دورة الجلوكوز ليلا يُعطى مزيج عند الإفطار والغداء، بينما يُعطى السريع فقط عند العشاء. أو يُعطى الأنسولين المتوسط فقط عند المساء.
- يتم جدولة الوجبات لتتناسب مع جرعات الأنسولين.[1]
- المدى المستهدف لمستوى الجلوكوز في الدم يكون أعلى من المرغوب فيه في النظام المكثف.
- القياسات المتكررة لمستويات السكر في الدم لم تكن متاحة.

الجانب السلبي لهذا الأسلوب هوأنه من الصعب تحقيق نتائج جيدة كما هو الحال بالنسبة ضبط السكري مع مراقبة علاج الأنسولين المكثفة. بينما أحد إيجابياته أنه يُمكِن مرضى السكري من الحياة العادية دون التدخلات المتكررة في نظام العلاج المكثف. 